# Aphodius bimaculatus
Aphodius bimaculatus là một loài bọ cánh cứng trong họ Bọ hung (Scarabaeidae).